# 滝沢浩
滝沢 浩（たきざわ ひろし）は、日本の元俳優。東京国際アートセンターに所属していた。

## 来歴・人物
1972年、円谷プロ制作による帯ドラマ『トリプルファイター』（TBS）の主役に抜擢されデビュー。モトクロスライダーとしての一面も持っていた。
その後、30代で芸能界を引退。難病と闘う妻の主治医から遠地療養を勧められ「すべてを捨てて」小笠原に移住し、地元の資材を活かした彫刻などを手がけているとのことである。

## 出演

### テレビドラマ
- トリプルファイター（1972年、TBS） - 主演・早瀬哲夫 / グリーンファイター
- 快傑ライオン丸 第45話「抜け忍けもの道 怪人ハンザキ」（1973年、CX） - ハンザキ
- 特別機動捜査隊 第634話「豊かなる不幸」（1973年、NET） - バーテン
- 電人ザボーガー 第12話「驚異の人間長距離砲」（1974年、CX） - アイアンクロー
- 幡随院長兵衛お待ちなせえ 第12話「甦った恋」（1974年、NET）

### 映画
- 愛と誠・完結篇（1976年、松竹） - 緋桜団団員